# Caithness

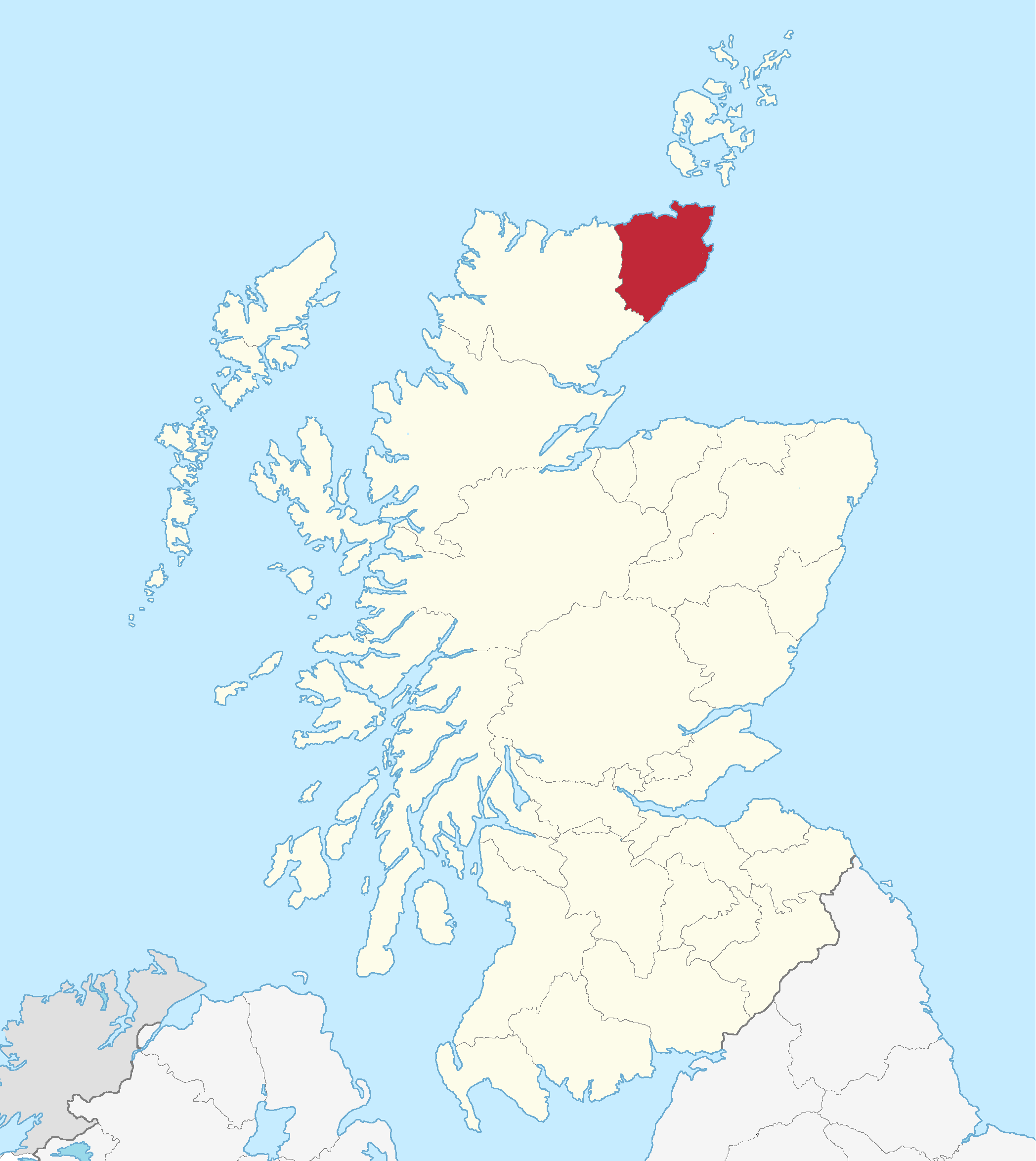
Caithness.

Caithness es un condado, área municipal y zona de gobierno local histórica de Escocia (en escocés: Caitnes, gaélico escocés: Gallaibh, nórdico antiguo: Katanes). El nombre también fue utilizado para designar al condado de Caithness y al distrito electoral de Caithness para el Parlamento del Reino Unido (1708 a 1918). Sus fronteras no son las mismas en distintos contextos; a comienzos del siglo XXI la zona de Caithness se encuentra completamente dentro del Consejo de Highland. En el 2007 el Consejo de Highland, que en la actualidad es el gobierno local, creó la "Zona administrativa de Caithness", que posee fronteras similares a las del área históricamente bajo gobierno local. La población del condado según el censo del Reino Unido de 2001 era de 23 866 habitantes.